# پابزرگ میکرونزی
پابزرگ میکرونزی (نام علمی: Megapodius laperouse) نام یک گونه از سرده مرغ خاشاک است.